# Scelidosaurus
Scelidosaurus („hrbolatý ještěr“) byl rod vývojově primitivního ptakopánvého, potenciálně ankylosaurního dinosaura.

## Historie a význam
Tento po čtyřech končetinách chodící býložravý dinosaurus žil v době před 196 až 189 milióny let (počátek jury). Patřil k hojně rozšířeným rodům, jeho fosilie byly nalezeny v americké Arizoně, anglickém Dorsetu a dokonce možná i v Tibetu. Formálně popsán byl britským přírodovědcem Richardem Owenem roku 1859, monografie o tomto druhu však byla publikována až o dva roky později.
Podobný dinosaurus byl objeven také na území Irska, jako vůbec první dinosauří fosilie na tomto území. Formálně popsána byla v listopadu roku 2020. Novější výzkum ale ukázal, že se o zástupce rodu Scelidosaurus nejspíš nejednalo.

## Popis

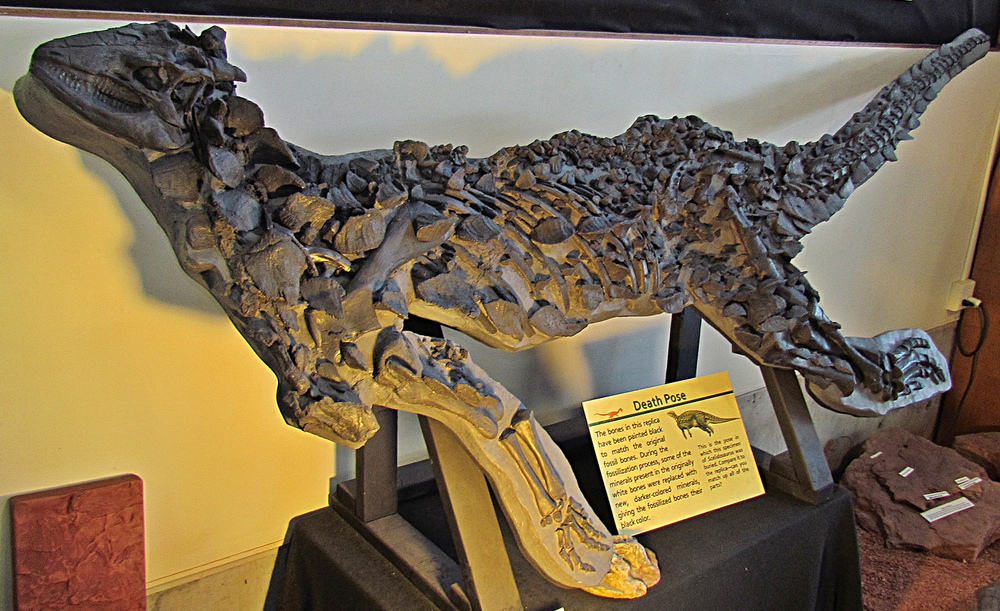
Scelidosaurus harrisonii - dochovaná fosilní kostra.

Scelidosaurus představoval na svoji dobu poměrně velkého živočicha (velcí dinosauři se většinou objevují až později). Dosahoval délky až kolem 4 metrů a hmotnosti přibližně 270, možná však až 650 kilogramů. Ochranu mu poskytoval zejména velký počet kostěných štítků v pevné kůži, které mu v řadách lemovaly krk, hřbet a ocas. Tímto pancéřováním byl velmi dobře chráněný před jakýmkoliv dravcem. Měl zadní končetiny delší než přední, ale váha přední části těla mu nedovolovala po zadních končetinách běhat.

## Zařazení
Scelidosauři byli vývojově primitivními zástupci kladu Ankylosauria. Mezi nejbližší příbuzné tohoto rodu patřil například pochybný čínský rod Tatisaurus z provincie Jün-nan, který byl dokonce dříve řazen přímo do tohoto rodu (jako druh S. oehleri).
Blízce příbuzným druhem byl také další čínský tyreofor druhu Bienosaurus lufengensis, který však může ve skutečnosti rovněž spadat do rodu Tatisaurus. Mezi příbuzné taxony patřily také rody Emausaurus, Yuxisaurus a geologicky mnohem mladší rod Jakapil.